# Wailagi Lala
Wailagi Lala is een eiland in de Noordelijke Lau-archipel in Fiji. Dit enige echte atol van Fiji heeft een oppervlakte van 30 ha en komt maximaal 3 meter boven zeeniveau.
Wailagi Lala betekent letterlijk geen water of regen. Het is het meest noordelijke van de Lau-eilanden en wordt gedomineerd door een 29 meter hoge gietijzeren vuurtoren uit 1909. Sinds de toren automatisch bediend wordt is het eiland onbewoond.